# Mercure de Dongola
Mercure ou  Mercurios de Dongola est un roi chrétien du royaume de Makurie en Nubie, qui règne de 697 à 710 environ.
Sous son règne les royaumes de Makurie et de Nobatie sont réunis pour la première fois. Mercure subordonne l'Église de Nubie au patriarche copte monophysite d'Alexandrie. Il fait construire un grand nombre d'églises fortifiées pour lutter à la fois contre les attaques des musulmans d’Égypte et des nomades bedja.
Il nous est connu à partir de différentes sources. Dans les annales du patriarche copte, il est qualifié de nouveau Constantin, ce qui implique qu'il a une place particulière à l'introduction du christianisme en Nubie. Il est également mentionné par deux inscriptions : une dans la cathédrale de Faras où il apparait comme le maître d'œuvre de l'édifice, datée de 707, la 11e année de son règne ; l'autre sur la pierre de fondation de l'église de Taifa, datée de 710.

## Sources
- Jean Jolly, V-Y Mudimbé L'Afrique et son environnement européen et asiatique  Editions L'Harmattan, 2008  (ISBN 229605773X et 9782296057739)

- (de) Cet article est partiellement ou en totalité issu de l’article de Wikipédia en allemand intitulé « Mercurios » (voir la liste des auteurs).